# Russange
Russange é uma comuna francesa na região administrativa de Grande Leste, no departamento de Moselle. Estende-se por uma área de 3,46 km². Em 2010 a comuna tinha 1 296 habitantes (densidade: 374,6 hab./km²).